# Ya'an
Ya'an (Kinesisk skrift: 雅安; pinyin: Yǎ'ān) er et bypræfektur i den kinesiske provins Sichuan. Det har et areal på 15.354 km², og et indbyggertal på 1,54 millioner mennesker. Det blev tidligere kaldt Yazhou.
Byen var hovedstad for den gamle provins Xikang fra 1950 til 1955.

## Historie
Byen, som tidligere hed Yazhou-fu, kendes fra kilder fra Zhou-dynastiets tid (1122-255 f.Kr.). Den var administrativt centrum under Qin- og Han-dynastierne, men blev derefter erobret af nomadestammer. Efter at det på nyt blev integreret i det kinesiske rige sent i 300-tallet blev byen sæde for Ya-præfekturet i 604. Det moderne præfektur Ya'an ble oprettet i 1912. 
Den første panda, som blev videnskabelig beskrevet, blev observeret i Ya'an i 1869 af den franske missionær Père Armand David. Området var den gang en del af det østlige Tibet. 
Ya'an regnes også for at være det første sted i verden hvor mennesker foretog systematisk plantning af te (i modsætning til at plukke blade fra vildtvoksende planter).

## Administrative enheder
Bypræfekturet Ya'an har jurisdiktion over et distrikt (区 qū) og 7 amter (县 xiàn).
| Kort over Ya'an |          |        |               |                        |             |           |
| #               | Navn     | Hanzi  | Pinyin        | Befolkning (2004 est.) | Areal (km²) | Indb./km² |
| Distrikter      |          |        |               |                        |             |           |
| Distrikt        |          |        |               |                        |             |           |
| 1               | Yucheng  | 雨城区 | Yǔchéng Qū    | 340.000                | 1.060       | 321       |
| Amter           |          |        |               |                        |             |           |
| 2               | Mingshan | 名山县 | Míngshān Xiàn | 260.000                | 614         | 423       |
| 3               | Yingjing | 荥经县 | Yíngjīng Xiàn | 140.000                | 1.781       | 79        |
| 4               | Hanyuan  | 汉源县 | Hànyuán Xiàn  | 350.000                | 2.349       | 149       |
| 5               | Shimian  | 石棉县 | Shímián Xiàn  | 120.000                | 2.678       | 45        |
| 6               | Tianquan | 天全县 | Tiānquán Xiàn | 150.000                | 2.394       | 63        |
| 7               | Lushan   | 芦山县 | Lúshān Xiàn   | 120.000                | 1.364       | 88        |
| 8               | Baoxing  | 宝兴县 | Bǎoxīng Xiàn  | 60.000                 | 3.114       | 19        |

## Trafik
Kinas rigsvej 108 løber gennem området. Den begynder i Beijing og fører via Taiyuan, Xi'an og Chengdu mod syd til Kunming i den sydvestlige provins Yunnan. 
Kinas rigsvej 318, en af Folkerepublikken Kinas længste hovedveje, løber gennem området. Den begynder i Shanghai og fører blandt andet gennem Wuhan og Chengdu på sin vej ind i Tibet og Lhasa og helt frem til en kinesisk grænseovergang til Nepal i Zhangmu.